# Thomas Needham Furnival Wilson
Thomas Needham Furnival Wilson, britanski general, * 1896, † 1961.